# Сингл (звукознімач)

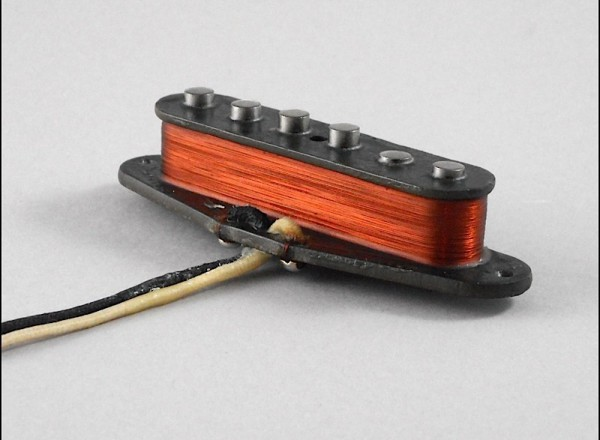
Типовий звукознімач для гітари з однією котушкою: мідний дріт, обмотаний навколо котушки, яка утримує магнітні полюси поруч із магнітом

Однокотушковий звукознімач або сингл — це тип магнітного перетворювача або звукознімача для електрогітари та електробас-гітари. Він електромагнітним шляхом перетворює вібрацію струн на електричний сигнал. Звукознімачі з однією котушкою є однією з двох найпопулярніших конструкцій, поряд із звукознімачами з подвійною котушкою або "хамбакером".

## Історія

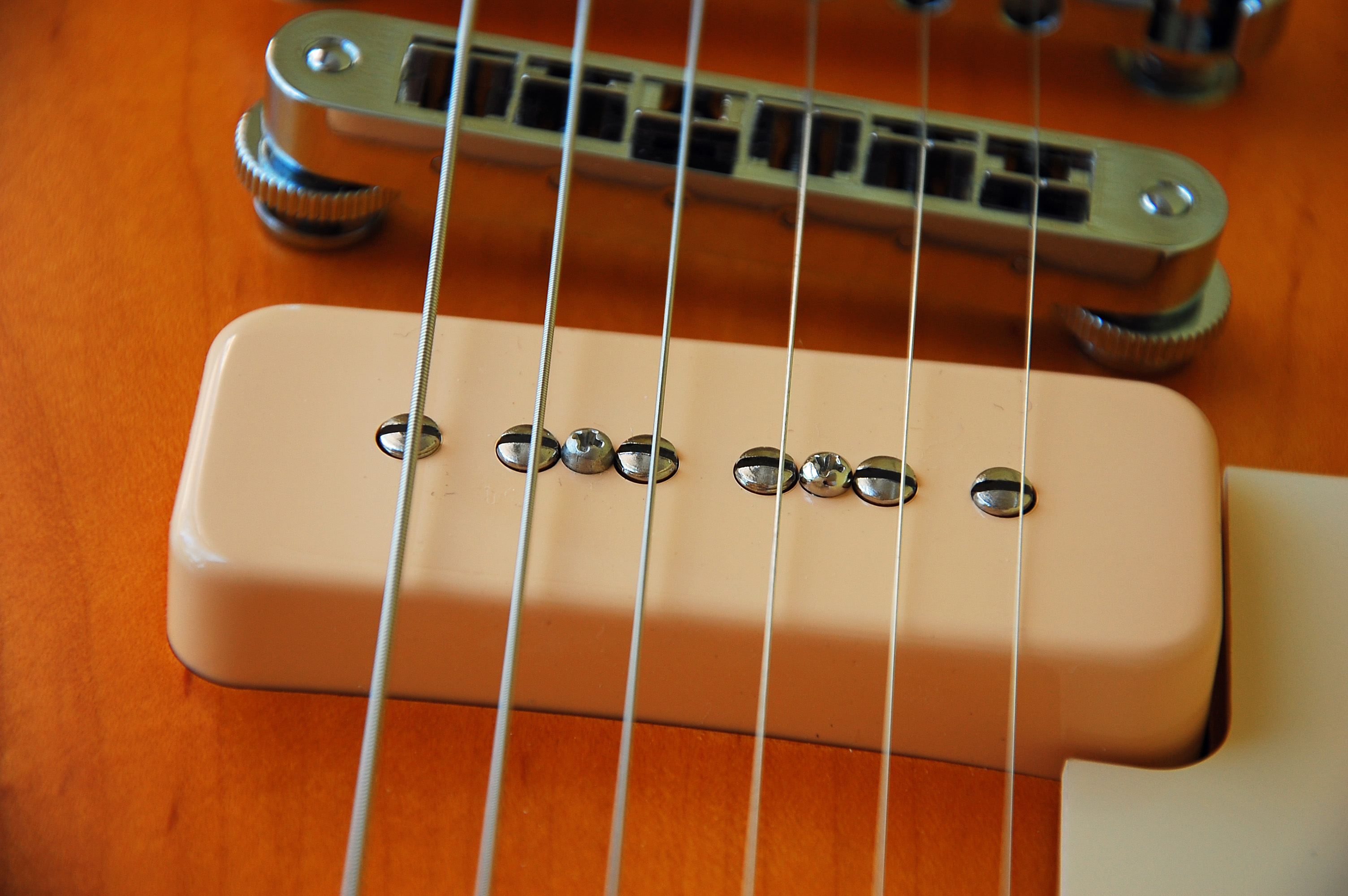
Гітарний звукознімач Gibson P-90

У середині 1920-х років Джордж Бошам, гітарист з Лос-Анджелеса, Каліфорнія, почав експериментувати з електричним підсиленням гітари. Спочатку використовував звукознімач фонографа, Бошан почав тестувати багато різних комбінацій котушок і магнітів, намагаючись створити перший електромагнітний звукознімач для гітари. Його перші котушки намотувалися за допомогою двигуна від пральної машини. Пізніше він перейшов на двигун швейної машини, а згодом використав односпіральні магніти.